# 三陵墓古墳群

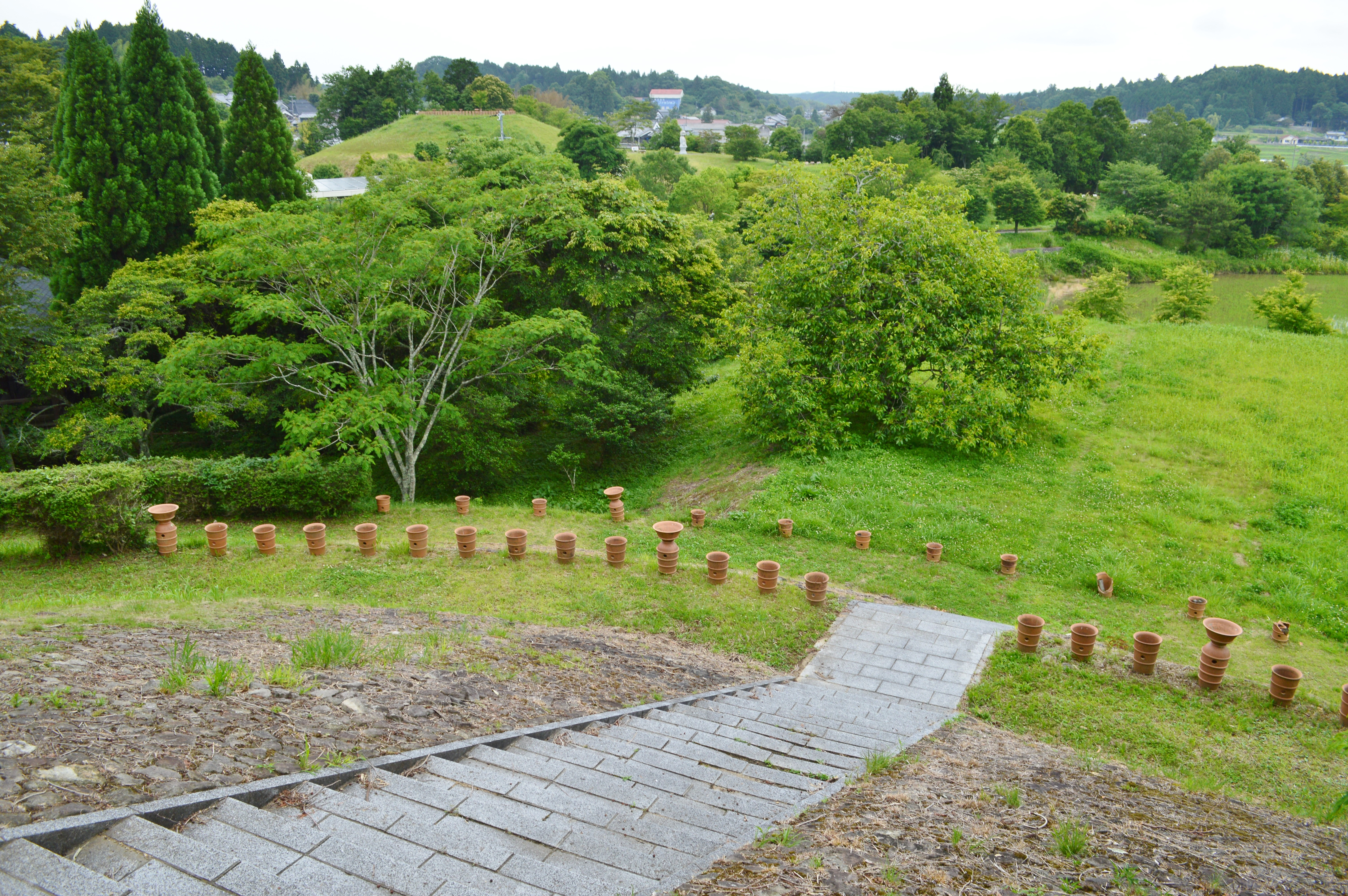
東古墳から西古墳（左奥）を望む

三陵墓古墳群（さんりょうぼこふんぐん）は、奈良県奈良市都祁南之庄町にある古墳群。3基が奈良県指定史跡に指定されている。

## 概要
奈良県東部、奈良盆地の東の大和高原の都祁盆地（都介野）において、都介野岳から北に延びる小丘陵上に営造された古墳群である。前方後円墳1基（東古墳）・円墳2基（西古墳・南古墳）の計3基から構成される。これまでに、東古墳では墳丘について、西古墳では墳丘・埋葬施設について発掘調査が実施されている。
3基のうち東古墳は墳丘長110メートルを測る大型前方後円墳で、都祁盆地ひいては大和高原・宇陀地域では最大規模になる点で注目される。また西古墳では多数の竪櫛など豊富な副葬品が検出されている。営造時期は、古墳時代中期-後期の5世紀前半（西古墳：5世紀中頃に追葬）・5世紀後半（東古墳）・6世紀代（南古墳）頃と推定される。被葬者は明らかでないが、西古墳・東古墳は都祁盆地（都介野）の首長墓と想定され、『古事記』・『日本書紀』に見える都祁直・闘鶏国造との関連性が指摘される。
3基の古墳域は1996年（平成8年）に奈良県指定史跡に指定された。現在では西古墳・東古墳は史跡整備のうえで「三陵墓古墳群史跡公園」として公開されている。

## 遺跡歴
- 明治末年、東古墳の発掘。副葬品多数の出土[4]。
- 1951年（昭和26年）、西古墳の第1主体部の発掘調査[5]。
- 東古墳の墳丘の発掘調査（奈良県立橿原考古学研究所、1992年に報告書刊行）。
- 1994-1995年（平成6-7年）、西古墳の墳丘・埋葬施設の発掘調査（奈良県立橿原考古学研究所、1999年に報告書刊行）[1][5]。
- 1996年（平成8年）3月22日、「三陵墓古墳群」として奈良県指定史跡に指定[3]。

## 一覧

### 西古墳

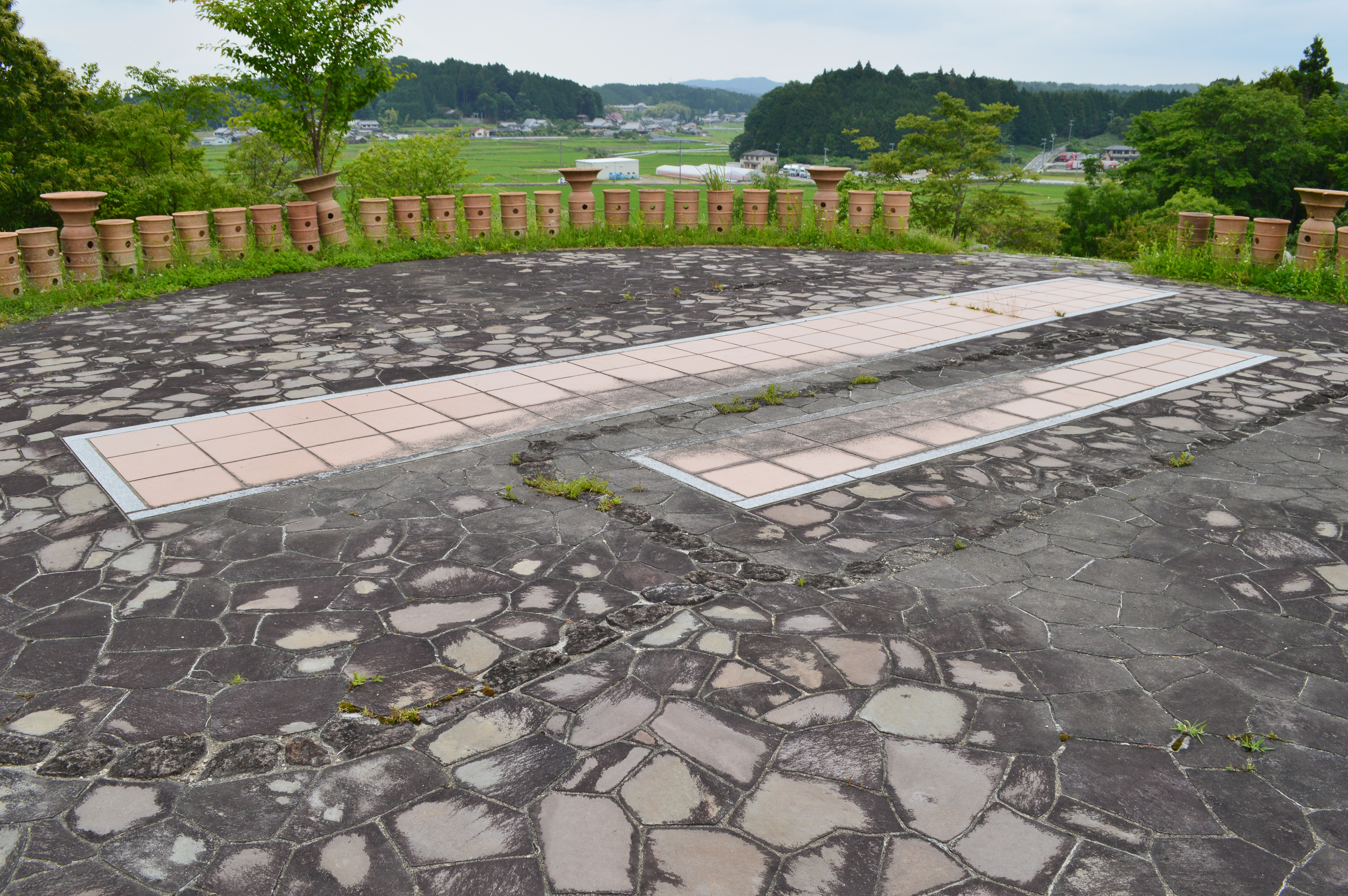
墳頂 中央に第1主体部、右手前に第2主体部。

西古墳は、古墳群のうち西に位置する古墳。形状は円墳。1951年（昭和26年）・1995年（平成7年）に墳丘・埋葬施設の発掘調査が実施されている。
墳形は円形で、直径約40メートル・高さ約5メートル、墳頂部の直径約16メートルを測る。墳丘は1段築成。墳丘外表では葺石のほか、円筒埴輪列（朝顔形埴輪含む）が認められる。埋葬施設としては次の2基が検出されている。
- 第1主体部（初葬）
墳頂中央部。割竹形木棺粘土槨。主軸は南北方向。
木棺を埋納する墓壙は隅丸長方形で長さ13メートル・幅5.6メートル・深さ約1.5メートルを測り、木棺は長さ8.35メートル・南小口幅1.20メートル・北小口幅0.95メートルを測る。埋葬は南頭位と推定される。棺床には赤色顔料（ベンガラ）を散布する。
出土遺物のうち、棺内遺物としては鉄剣5・鉇2・鉄鑿1・鉄斧4・鉄鎌7・滑石製臼玉・琴柱形石製品8・碧玉製管玉・竪櫛多数が、棺外遺物としては鉄鏃群・鉄剣6・直刀9・鉄鉾1がある。
- 第2主体部（追葬）
第1主体部の東側。組合式木棺直葬。主軸は南北方向。
木棺を埋納する墓壙は隅丸長方形で長さ5.5メートル・幅2メートルを測り、木棺は長さ4.17メートル・南小口幅0.67メートル・北小口幅0.61メートルを測る。埋葬は南頭位。棺内面には全面に赤色顔料（ベンガラ）が塗られる。
出土遺物のうち、棺内遺物としては臼玉108・竪櫛89・鉄鏃8・漆塗り靫1が、棺外遺物としては漆塗り盾1・鉄槍1・円礫1・鉄刀子2・鉇2・鉄鑿1がある。

副葬品のうちでは、竪櫛が多量に認められる点が特筆される。
築造時期は墳丘・第1主体部が古墳時代中期の5世紀前半頃、第2主体部が5世紀中葉頃と推定され、東古墳に先行する首長墓に位置づけられる。
- 墳頂
中央に第1主体部、右手前に第2主体部。

### 東古墳

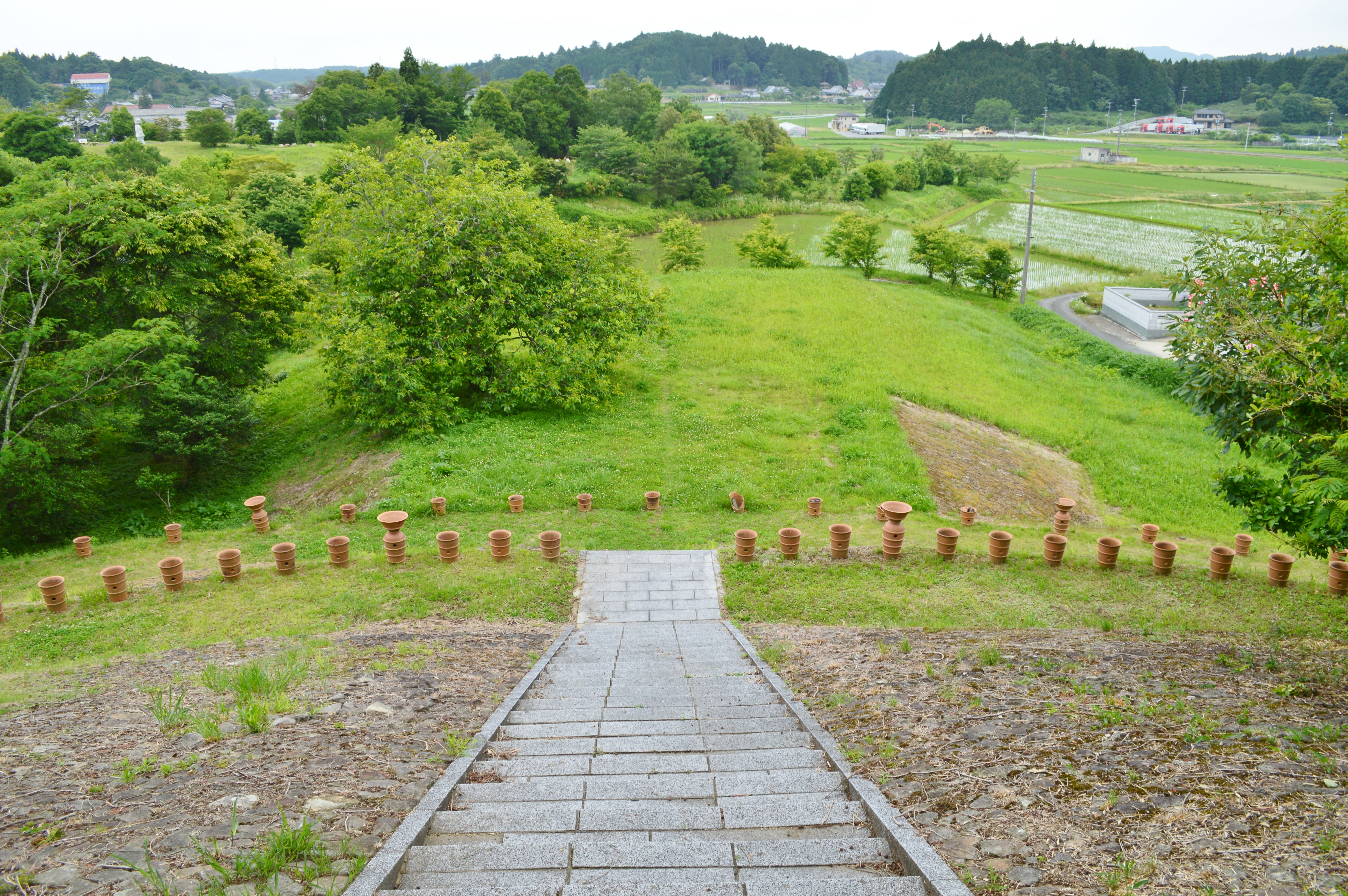
後円部から前方部を望む
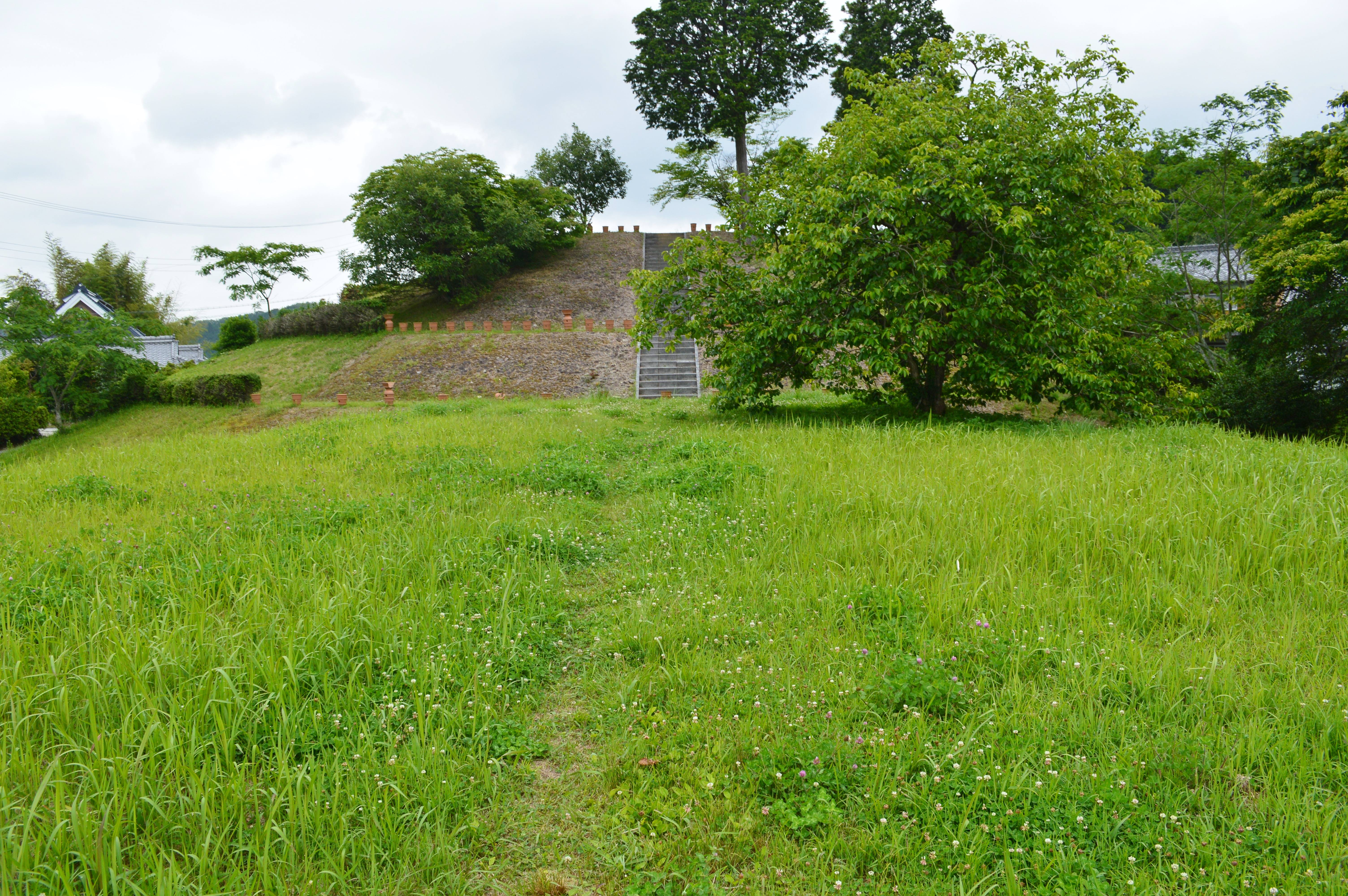
前方部から後円部を望む

東古墳は、古墳群のうち東に位置する古墳。これまでに明治末年に発掘されているほか、墳丘の発掘調査が実施されている。
墳形は前方後円形で、前方部を西方に向ける。墳丘は3段築成。墳丘の規模は次の通り。
- 墳丘長：110メートル
- 後円部 - 3段築成。
  - 直径：70-72メートル
  - 高さ：11メートル
- 前方部 - 3段築成。
  - 長さ：約39メートル
  - 幅：約50メートル
  - 高さ：5.7メートル

墳丘の第1段目は地山整形により、2・3段目は盛土により構築される。墳丘外表では葺石のほか、円筒埴輪列（朝顔形埴輪含む）・形象埴輪（家形埴輪）が認められる。埋葬施設は未発掘のため明らかでない（箱式木棺粘土槨と伝承）。副葬品として、銅鏡2面・玉類・鉄製武器・工具類の多数出土が伝えられる。
築造時期は古墳時代中期の5世紀後半頃と推定され、西古墳に続く首長墓に位置づけられる。
- 後円部から前方部を望む
- 前方部から後円部を望む

### 南古墳

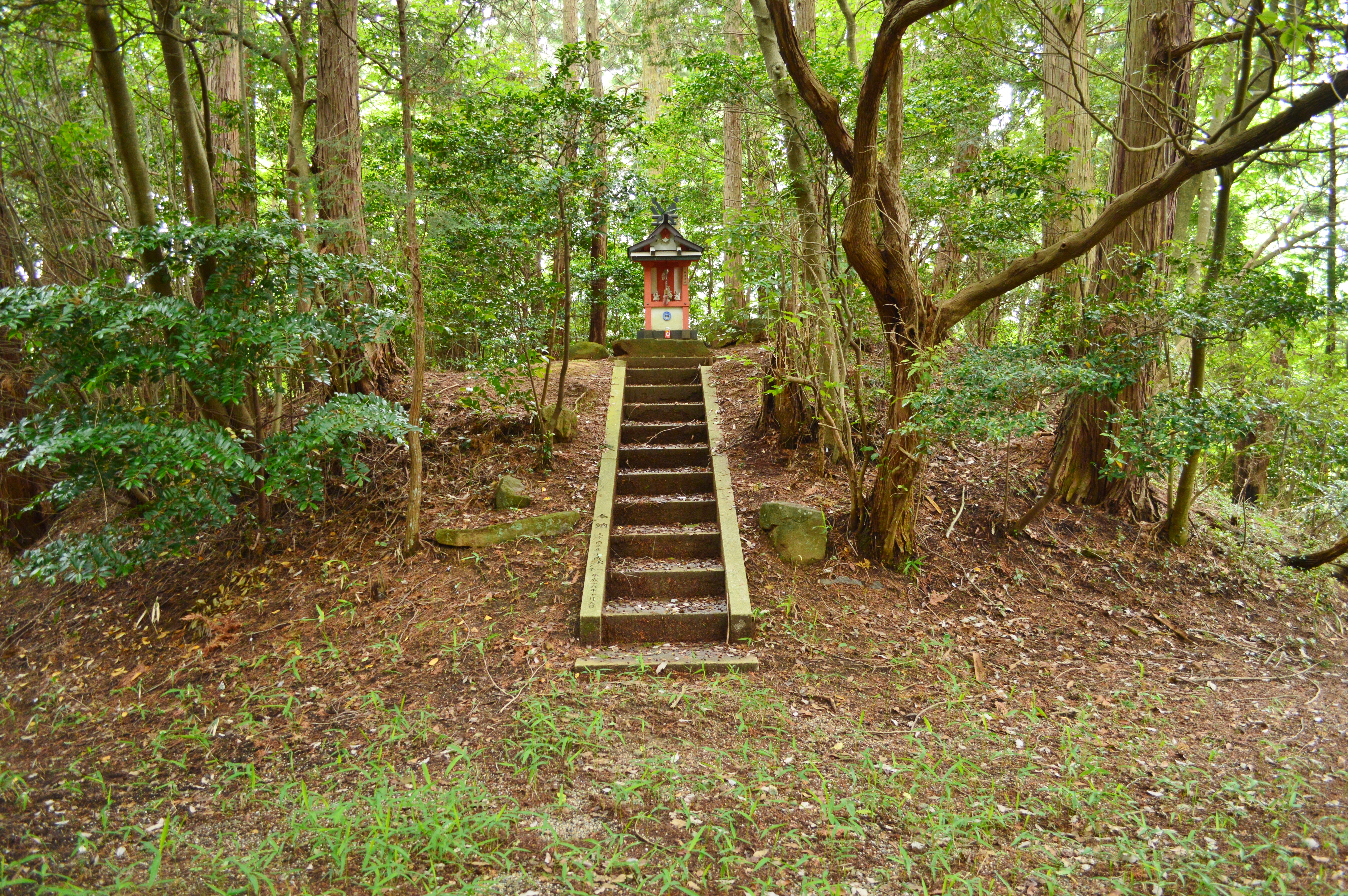
南古墳 墳丘

南古墳は、古墳群のうち南に位置する古墳（北緯34度35分34.30秒 東経135度57分29.00秒 / 北緯34.5928611度 東経135.9580556度）。形状は円墳。これまでに発掘調査は実施されていない。
墳形は円形で、直径約16メートルを測る。古墳時代後期の6世紀頃の築造と推定される。

## 文化財

### 奈良県指定文化財
- 史跡
  - 三陵墓古墳群 - 1996年（平成8年）3月22日指定[3]。

## 関連文献
（記事執筆に使用していない関連文献）
- 奈良県立橿原考古学研究所 編『三陵墓東古墳 -範囲確認調査概報-』都祁村教育委員会、1992年。
- 奈良県立橿原考古学研究所 編『三陵墓西古墳』都祁村教育委員会、1999年。